# خوليو سيزار كورتيز
خوليو سيزار كورتيز (بالإسبانية: Julio César Cortéz) هو لاعب كرة قدم بوليفي، ولد في 2 يناير 1981 في سانتا كروز دي لا سييرا في بوليفيا. شارك مع منتخب بوليفيا تحت 20 سنة لكرة القدم ومنتخب بوليفيا لكرة القدم. أما مع النوادي، فقد لعب مع النادي الرياضي البنزرتي وذي سترونغيست.

## وصلات خارجية
- خوليو سيزار كورتيز على موقع إي إس بي إن إف سي (الإنجليزية)
- خوليو سيزار كورتيز على موقع قاعدة بيانات كرة القدم.إي يو (الإنجليزية)
- خوليو سيزار كورتيز على موقع Soccerway.com (الإنجليزية)